# Флору
Флору (рум. Floru) — село у повіті Олт в Румунії. Входить до складу комуни Ікоана.
Село розташоване на відстані 106 км на захід від Бухареста, 31 км на схід від Слатіни, 75 км на схід від Крайови.

## Населення
За даними перепису населення 2002 року у селі проживала 641 особа, усі — румуни. Усі жителі села рідною мовою назвали румунську.